# 懸仏

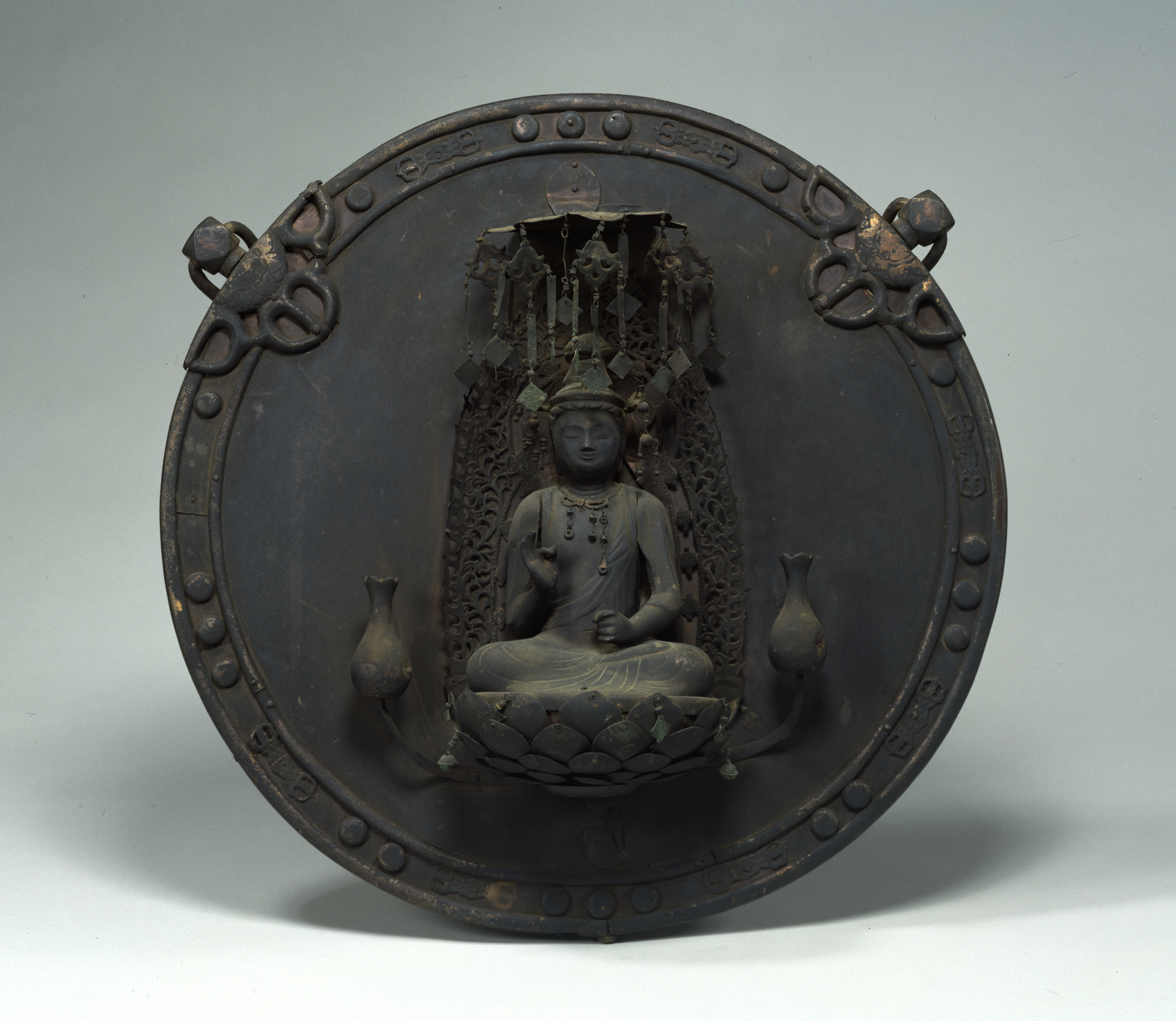
金銅聖観音懸仏（重要文化財）、1275年（建治元年）の作。東京国立博物館所蔵。

懸仏（かけぼとけ）は、鏡板に仏や神の像を刻んだり貼り付けた器物。御正体（みしょうたい）とも呼ばれる。神仏習合の思想に基づいて制作され、神社や寺院に奉納された例が残っている。
平安時代中期（10世紀ごろ）から銅鏡の鏡面に仏の姿を毛彫り、線刻した鏡像（きょうぞう）が制作されるようになる。鏡像は次第に華美となり、立体的な仏像を鏡面に彫刻ないし添付することが増加した。これらの器物は、本地垂迹の思想から「神の真なる姿」という意味で「御正体」と呼ばれた。壁に懸ける目的で吊り輪を取り付けたものも多くあり、そこから「懸仏」とも呼ばれる様になった。南北朝時代以降は次第に像が簡素化し、装飾が豪奢になる傾向があった。
懸仏は江戸時代まで作成されていたが、明治の神仏分離と廃仏毀釈に伴い、神社に奉納されていたものは多くが取り払われ、失われた。

## 重要文化財に指定されている懸仏
| 名称                             | 制作年代            | 所在地                                         |
| -------------------------------- | ------------------- | ---------------------------------------------- |
| 金銅釈迦如来像御正体             | 平安時代            | 岩手県中尊寺円乗院                             |
| 金銅千手観音像御正体             | 平安時代            | 岩手県中尊寺地蔵院                             |
| 熊野那智神社懸仏                 | 平安～鎌倉時代      | 宮城県熊野那智神社                             |
| 金銅聖観音像懸仏                 | 鎌倉時代            | 山形県若松寺                                   |
| 木造十一面観音像懸仏             | 鎌倉時代            | 山形県昌林寺                                   |
| 金銅鑁字御正体                   | 鎌倉時代            | 栃木県鑁阿寺                                   |
| 金銅聖観音像懸仏                 | 鎌倉時代            | 東京都東京国立博物館                           |
| 銅造十一面観音懸仏               | 鎌倉時代            | 神奈川県長谷寺                                 |
| 金銅十一面観音釈迦聖観音像御正体 | 鎌倉時代            | 長野県岩殿寺                                   |
| 御正体                           | 鎌倉時代            | 長野県仁科神明宮（大日如来等）                 |
| 金銅聖観音像懸仏                 | 文永6年(鎌倉時代)   | 静岡県                                         |
| 金銅馬頭観音御正体               | 鎌倉時代            | 愛知県東観音寺                                 |
| 那比新宮信仰資料                 | 鎌倉～南北朝時代    | 岐阜県那比新宮神社（虚空蔵菩薩等255面）        |
| 星宮信仰資料                     | 鎌倉時代            | 岐阜県星宮神社（十一面観音、虚空蔵菩薩等40面） |
| 木板彩画懸仏                     | 建治元年(鎌倉時代)  | 石川県高爪神社                                 |
| 葛川明王院御正体                 | 室町時代            | 滋賀県延暦寺妙応院                             |
| 金銅山王十社御正体               | 鎌倉時代            | 奈良県奈良国立博物館                           |
| 熊野十二社権現御正体             | 鎌倉時代            | 奈良県奈良国立博物館                           |
| 金銅山王十社御正体               | 鎌倉時代            | 奈良県奈良国立博物館                           |
| 金銅千躰阿弥陀懸仏               | 鎌倉時代            | 奈良県奈良国立博物館                           |
| 大神宮御正体                     | 鎌倉時代            | 奈良県室生寺                                   |
| 大神宮御正躰                     | 鎌倉時代            | 奈良県西大寺                                   |
| 銅製薬師三尊懸仏                 | 貞治5年(南北朝時代) | 奈良県霊山寺                                   |
| 金銅山王本地仏懸仏               | 鎌倉時代            | 奈良県                                         |
| 金銅春日鹿御正体                 | 南北朝時代          | 京都府細見美術館                               |
| 金銅観音菩薩像御正躰             | 平安時代            | 島根県法王寺                                   |
| 金銅蔵王権現像御正躰2点          | 平安時代            | 島根県法王寺                                   |
| 銅板線刻十一面観音像懸仏         | 保元2年(平安時代)   | 島根県                                         |
| 彦山三所権現御正体               | 鎌倉時代            | 福岡県英彦山神宮                               |